# Liste der Weltmeister im Snooker

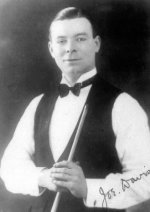
Joe Davis – der erste Weltmeister und mit 15 Titeln auch Rekordweltmeister

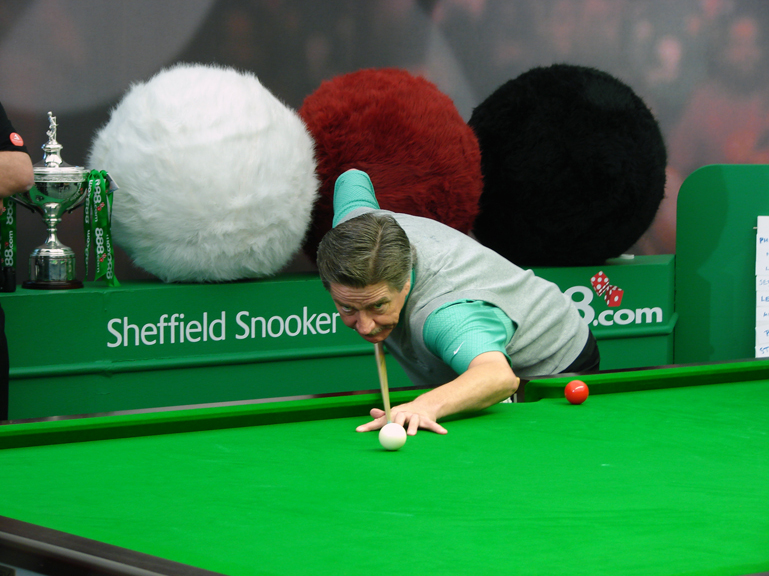
Cliff Thorburn – Kanadas erster und einziger Weltmeister (1980)

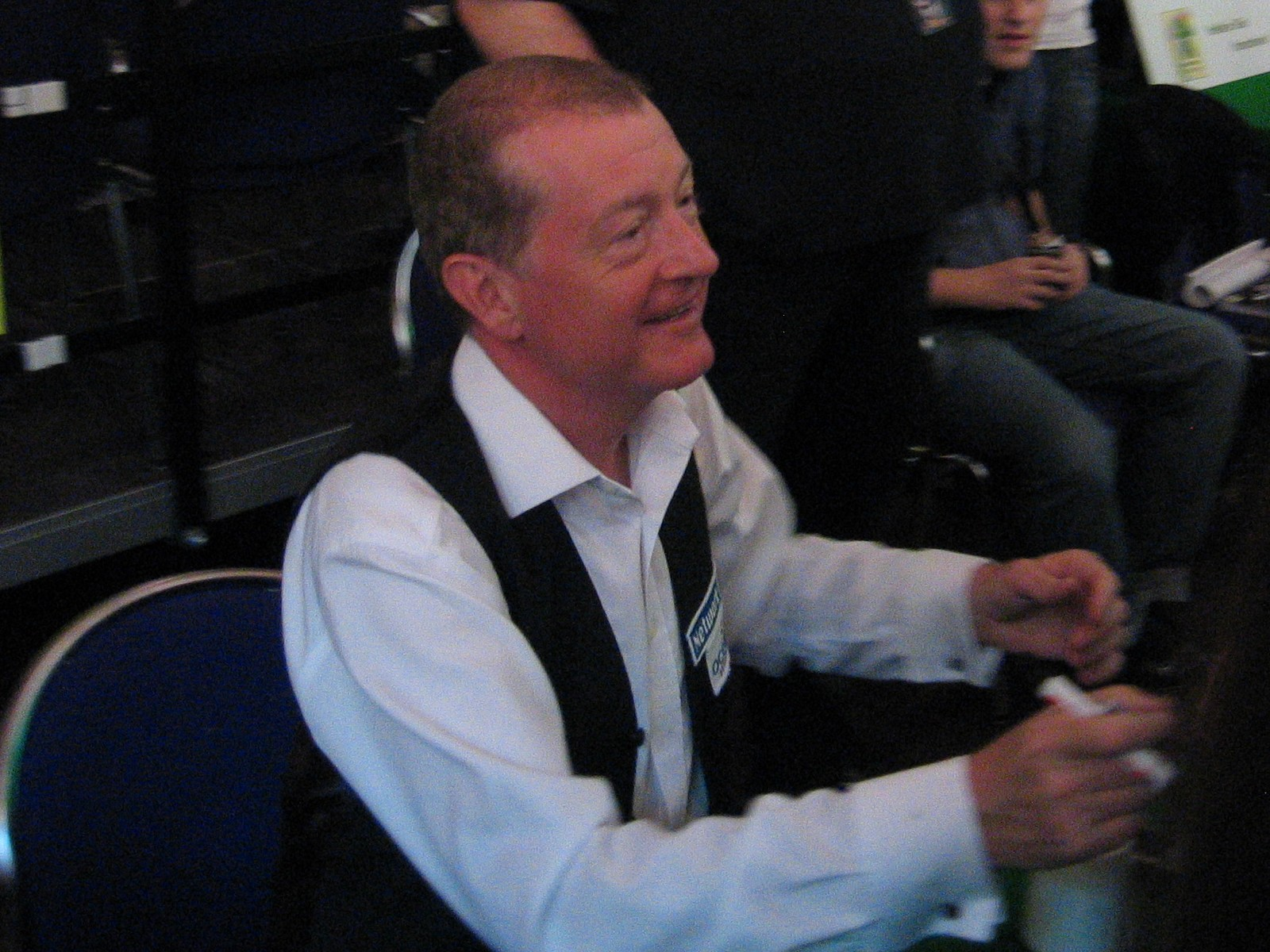
Steve Davis – er dominierte in den 1980ern

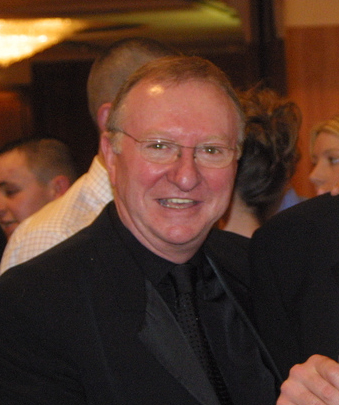
Dennis Taylor – Weltmeister 1985

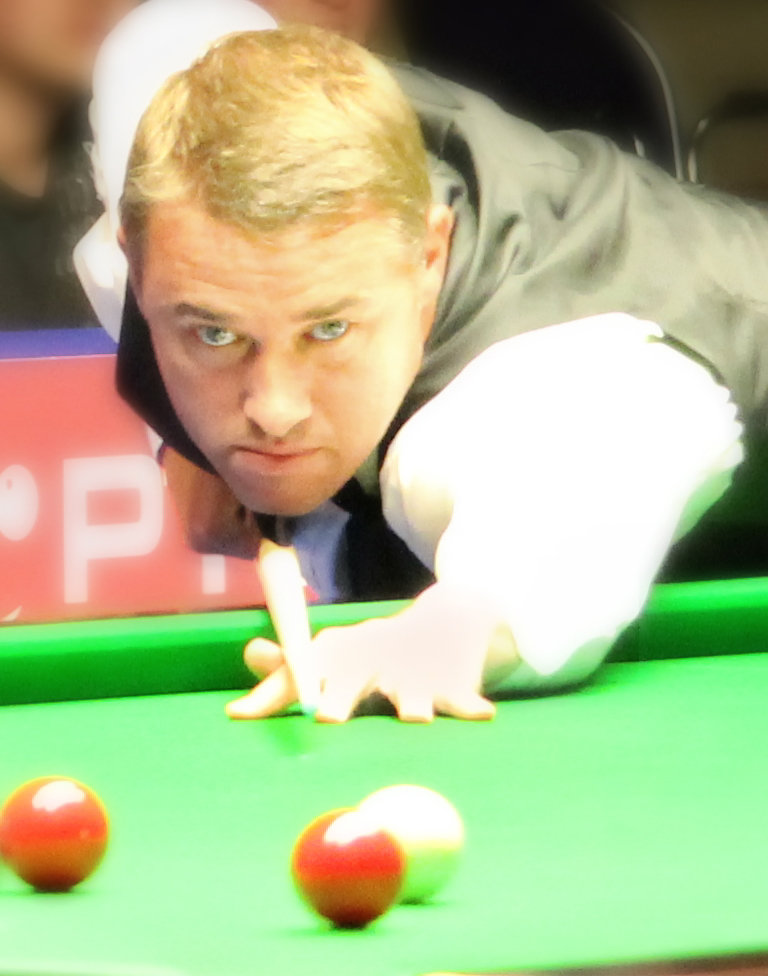
Stephen Hendry – er gewann sieben Titel zwischen 1990 und 1999

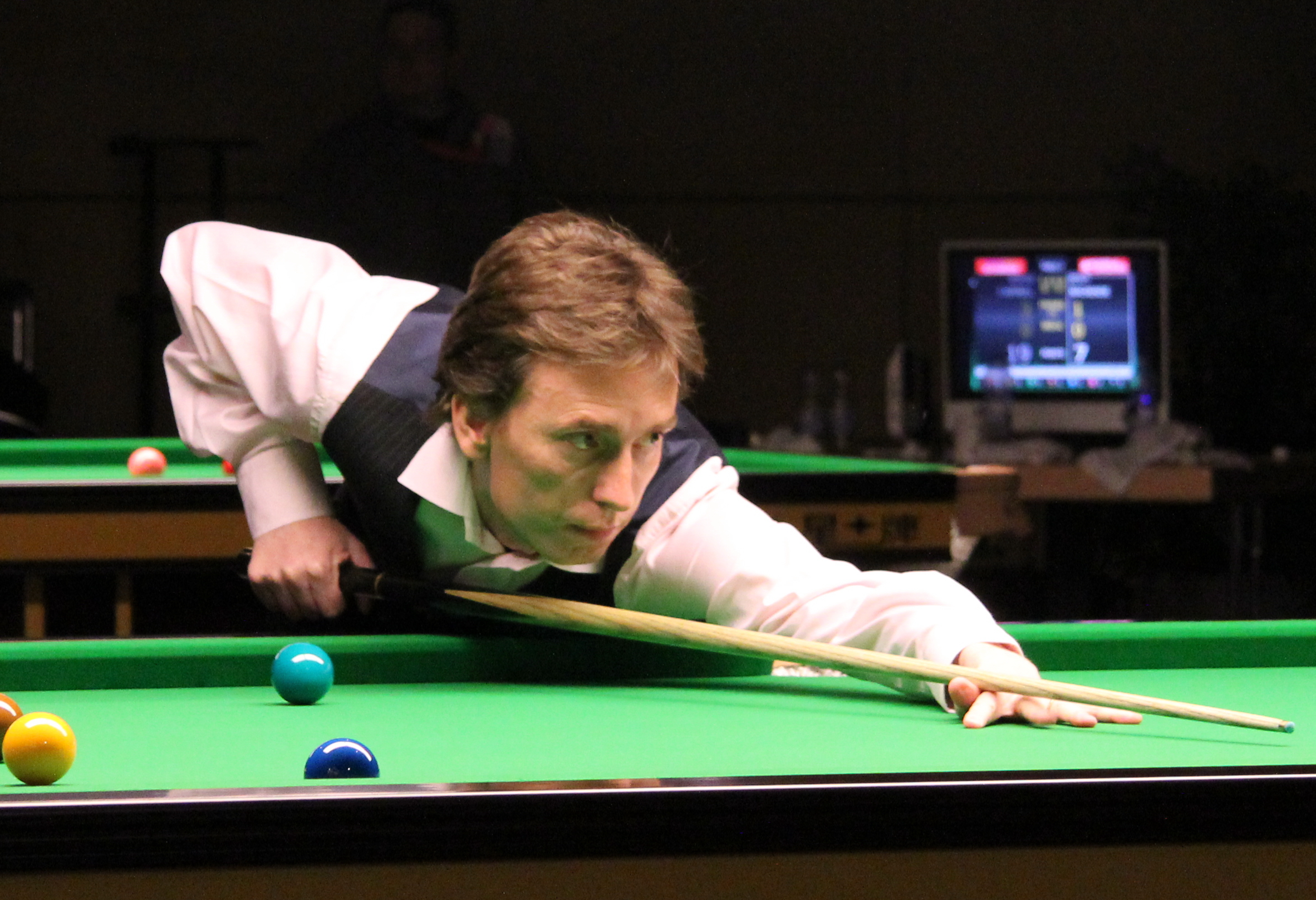
Ken Doherty – erster und bislang einziger Weltmeister aus der Republik Irland (1997)

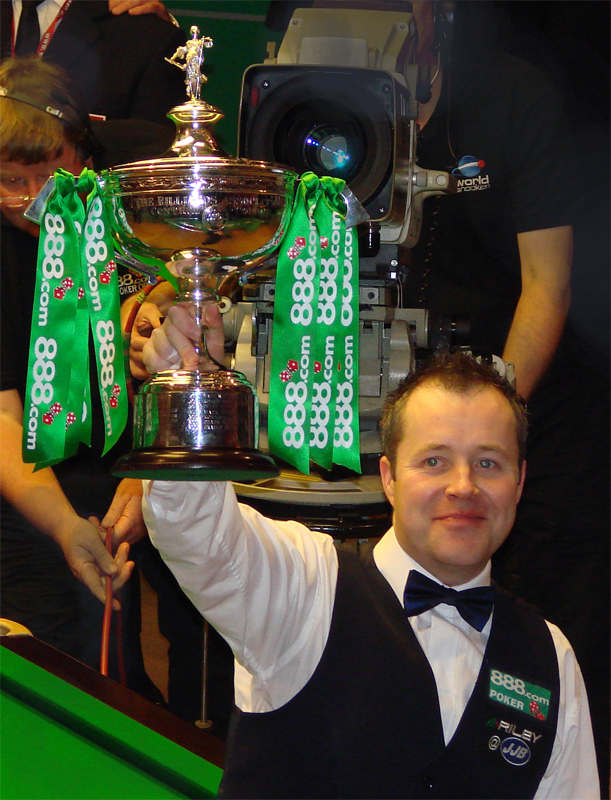
John Higgins – hier 2007 bei seinem zweiten von insgesamt vier WM-Siegen

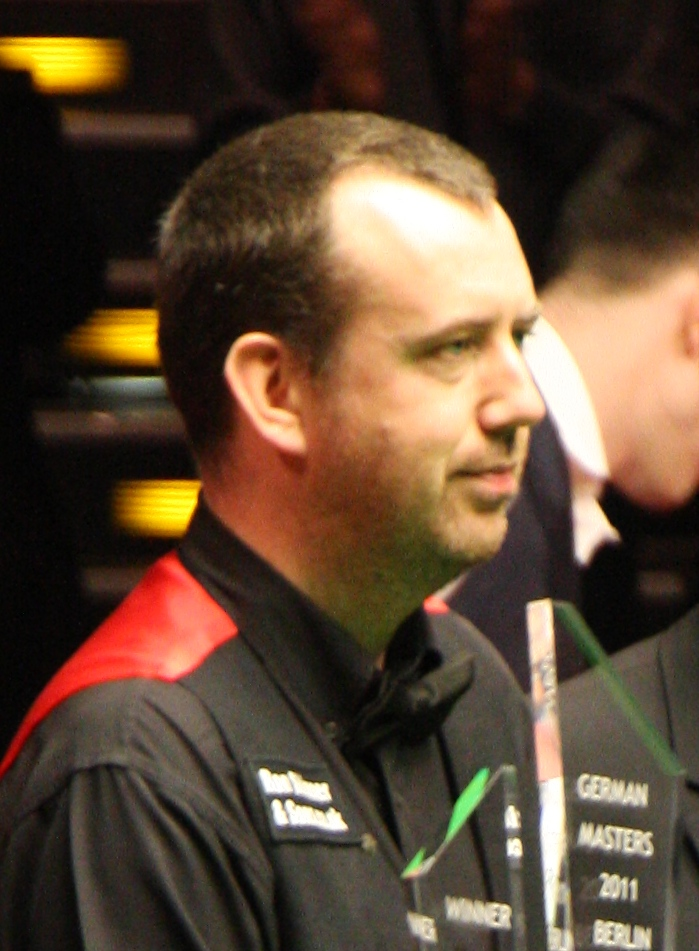
Mark Williams – Weltmeister 2000, 2003 und 2018

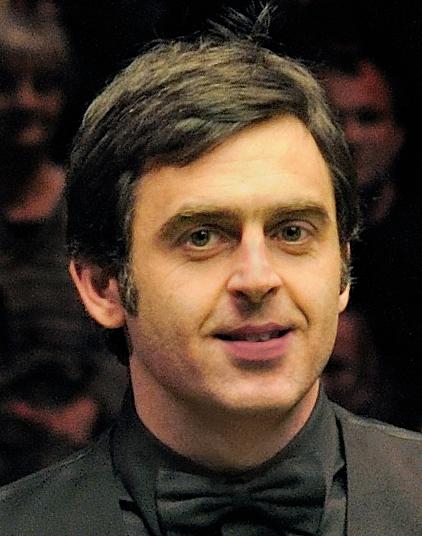
Ronnie O’Sullivan – siebenfacher Weltmeister (2001, 2004, 2008, 2012, 2013, 2020 und 2022)

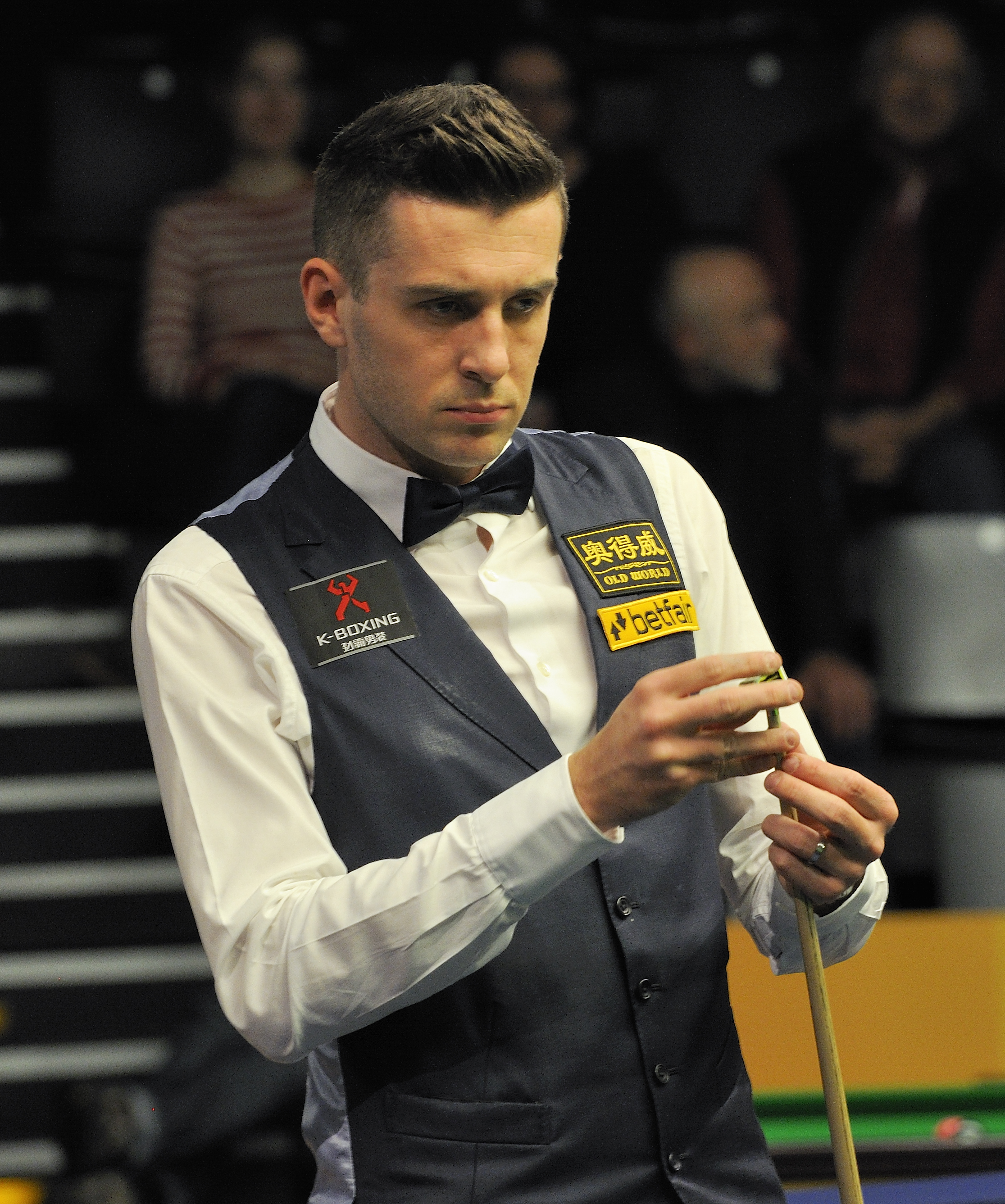
Mark Selby – Weltmeister 2014, 2016, 2017 und 2021

Die Liste der Weltmeister im Snooker verzeichnet alle Gewinner der Snookerweltmeisterschaft und deren Finalgegner seit der ersten Austragung 1927.
Die Weltmeisterschaften werden seit 1968 von der World Professional Billiards & Snooker Association (WPBSA) ausgerichtet, zuvor war dafür die Billiards Association and Control Council (BA&CC) verantwortlich. 1952 kam es zu Streitigkeiten zwischen der BA&CC und einigen Spielern, woraufhin letztere eine zweite Weltmeisterschaft organisierten. Diese lief unter dem Namen World Matchplay und hielt sich bis 1957. In den folgenden Jahren fanden keine Weltmeisterschaften statt, zwischen 1964 und 1968 wurden sie teilweise mehrmals im Jahr auf Challenge-Basis ausgetragen. Seit 1969 werden die Weltmeisterschaften in Form von Knockout-Turnieren ausgetragen. Die Austragungsorte wechselten zunächst ständig, seit 1977 ist das Crucible Theatre in Sheffield fester Veranstaltungsort.

## Geschichte
| Jahr                                            | Sieger                   | Finalist                 | Ergebnis                 | Saison                   |
| BACC Weltmeisterschaften                        | BACC Weltmeisterschaften | BACC Weltmeisterschaften | BACC Weltmeisterschaften | BACC Weltmeisterschaften |
| ----------------------------------------------- | ------------------------ | ------------------------ | ------------------------ | ------------------------ |
| 1927                                            | Joe Davis                | Tom Dennis               | 20:11                    | n/a                      |
| 1928                                            | Joe Davis                | Fred Lawrence            | 16:13                    | n/a                      |
| 1929                                            | Joe Davis                | Tom Dennis               | 19:14                    | n/a                      |
| 1930                                            | Joe Davis                | Tom Dennis               | 25:12                    | n/a                      |
| 1931                                            | Joe Davis                | Tom Dennis               | 25:21                    | n/a                      |
| 1932                                            | Joe Davis                | Clark McConachy          | 30:19                    | n/a                      |
| 1933                                            | Joe Davis                | Willie Smith             | 25:18                    | n/a                      |
| 1934                                            | Joe Davis                | Tom Newman               | 25:23                    | n/a                      |
| 1935                                            | Joe Davis                | Willie Smith             | 25:20                    | n/a                      |
| 1936                                            | Joe Davis                | Horace Lindrum           | 34:27                    | n/a                      |
| 1937                                            | Joe Davis                | Horace Lindrum           | 32:29                    | n/a                      |
| 1938                                            | Joe Davis                | Sidney Smith             | 37:24                    | n/a                      |
| 1939                                            | Joe Davis                | Sidney Smith             | 43:30                    | n/a                      |
| 1940                                            | Joe Davis                | Fred Davis               | 37:36                    | n/a                      |
| 1941–1945 keine Weltmeisterschaften ausgetragen |                          |                          |                          |                          |
| 1946                                            | Joe Davis                | Horace Lindrum           | 78:67                    | n/a                      |
| 1947                                            | Walter Donaldson         | Fred Davis               | 82:63                    | n/a                      |
| 1948                                            | Fred Davis               | Walter Donaldson         | 84:61                    | n/a                      |
| 1949                                            | Fred Davis               | Walter Donaldson         | 80:65                    | n/a                      |
| 1950                                            | Walter Donaldson         | Fred Davis               | 51:46                    | n/a                      |
| 1951                                            | Fred Davis               | Walter Donaldson         | 58:39                    | n/a                      |
| 1952                                            | Horace Lindrum           | Clark McConachy          | 94:49                    | n/a                      |
| Professional Matchplay Championship             |                          |                          |                          |                          |
| 1952                                            | Fred Davis               | Walter Donaldson         | 38:35                    | n/a                      |
| 1953                                            | Fred Davis               | Walter Donaldson         | 37:34                    | n/a                      |
| 1954                                            | Fred Davis               | Walter Donaldson         | 39:21                    | n/a                      |
| 1955                                            | Fred Davis               | John Pulman              | 37:34                    | n/a                      |
| 1956                                            | Fred Davis               | John Pulman              | 38:35                    | n/a                      |
| 1957                                            | John Pulman              | Jackie Rea               | 39:34                    | n/a                      |
| 1958–1963 keine Weltmeisterschaften ausgetragen |                          |                          |                          |                          |
| Challenge Matches (mit Genehmigung der BACC)    |                          |                          |                          |                          |
| 1964                                            | John Pulman              | Fred Davis               | 19:16                    | n/a                      |
| 1964                                            | John Pulman              | Rex Williams             | 40:33                    | n/a                      |
| 1965                                            | John Pulman              | Fred Davis               | 37:36                    | n/a                      |
| 1965                                            | John Pulman              | Rex Williams             | 25:22                    | n/a                      |
| 1965                                            | John Pulman              | Fred Van Rensburg        | 39:12                    | n/a                      |
| 1966                                            | John Pulman              | Fred Davis               | 05:02                    | n/a                      |
| 1968                                            | John Pulman              | Eddie Charlton           | 39:34                    | n/a                      |
| Knockout Turniere (WPBSA)                       |                          |                          |                          |                          |
| 1969                                            | John Spencer             | Gary Owen                | 37:24                    | n/a                      |
| 1970                                            | Ray Reardon              | John Pulman              | 37:33                    | n/a                      |
| 1971                                            | John Spencer             | Warren Simpson           | 37:29                    | n/a                      |
| 1972                                            | Alex Higgins             | John Spencer             | 37:32                    | n/a                      |
| 1973                                            | Ray Reardon              | Eddie Charlton           | 38:32                    | n/a                      |
| 1974                                            | Ray Reardon              | Graham Miles             | 22:12                    | n/a                      |
| 1975                                            | Ray Reardon              | Eddie Charlton           | 31:30                    | n/a                      |
| 1976                                            | Ray Reardon              | Alex Higgins             | 27:16                    | n/a                      |
| The Crucible (WPBSA)                            |                          |                          |                          |                          |
| 1977                                            | John Spencer             | Cliff Thorburn           | 25:21                    | 1976/77                  |
| 1978                                            | Ray Reardon              | Perrie Mans              | 25:18                    | 1977/78                  |
| 1979                                            | Terry Griffiths          | Dennis Taylor            | 24:16                    | 1978/79                  |
| 1980                                            | Cliff Thorburn           | Alex Higgins             | 18:16                    | 1979/80                  |
| 1981                                            | Steve Davis              | Doug Mountjoy            | 18:12                    | 1980/81                  |
| 1982                                            | Alex Higgins             | Ray Reardon              | 18:15                    | 1981/82                  |
| 1983                                            | Steve Davis              | Cliff Thorburn           | 18:06                    | 1982/83                  |
| 1984                                            | Steve Davis              | Jimmy White              | 18:16                    | 1983/84                  |
| 1985                                            | Dennis Taylor            | Steve Davis              | 18:17                    | 1984/85                  |
| 1986                                            | Joe Johnson              | Steve Davis              | 18:12                    | 1985/86                  |
| 1987                                            | Steve Davis              | Joe Johnson              | 18:14                    | 1986/87                  |
| 1988                                            | Steve Davis              | Terry Griffiths          | 18:11                    | 1987/88                  |
| 1989                                            | Steve Davis              | John Parrott             | 18:03                    | 1988/89                  |
| 1990                                            | Stephen Hendry           | Jimmy White              | 18:12                    | 1989/90                  |
| 1991                                            | John Parrott             | Jimmy White              | 18:11                    | 1990/91                  |
| 1992                                            | Stephen Hendry           | Jimmy White              | 18:14                    | 1991/92                  |
| 1993                                            | Stephen Hendry           | Jimmy White              | 18:05                    | 1992/93                  |
| 1994                                            | Stephen Hendry           | Jimmy White              | 18:17                    | 1993/94                  |
| 1995                                            | Stephen Hendry           | Nigel Bond               | 18:09                    | 1994/95                  |
| 1996                                            | Stephen Hendry           | Peter Ebdon              | 18:12                    | 1995/96                  |
| 1997                                            | Ken Doherty              | Stephen Hendry           | 18:12                    | 1996/97                  |
| 1998                                            | John Higgins             | Ken Doherty              | 18:12                    | 1997/98                  |
| 1999                                            | Stephen Hendry           | Mark Williams            | 18:11                    | 1998/99                  |
| 2000                                            | Mark Williams            | Matthew Stevens          | 18:16                    | 1999/2000                |
| 2001                                            | Ronnie O’Sullivan        | John Higgins             | 18:14                    | 2000/01                  |
| 2002                                            | Peter Ebdon              | Stephen Hendry           | 18:17                    | 2001/02                  |
| 2003                                            | Mark Williams            | Ken Doherty              | 18:16                    | 2002/03                  |
| 2004                                            | Ronnie O’Sullivan        | Graeme Dott              | 18:08                    | 2003/04                  |
| 2005                                            | Shaun Murphy             | Matthew Stevens          | 18:16                    | 2004/05                  |
| 2006                                            | Graeme Dott              | Peter Ebdon              | 18:14                    | 2005/06                  |
| 2007                                            | John Higgins             | Mark Selby               | 18:13                    | 2006/07                  |
| 2008                                            | Ronnie O’Sullivan        | Ali Carter               | 18:08                    | 2007/08                  |
| 2009                                            | John Higgins             | Shaun Murphy             | 18:09                    | 2008/09                  |
| 2010                                            | Neil Robertson           | Graeme Dott              | 18:13                    | 2009/10                  |
| 2011                                            | John Higgins             | Judd Trump               | 18:15                    | 2010/11                  |
| 2012                                            | Ronnie O’Sullivan        | Ali Carter               | 18:11                    | 2011/12                  |
| 2013                                            | Ronnie O’Sullivan        | Barry Hawkins            | 18:12                    | 2012/13                  |
| 2014                                            | Mark Selby               | Ronnie O’Sullivan        | 18:14                    | 2013/14                  |
| 2015                                            | Stuart Bingham           | Shaun Murphy             | 18:15                    | 2014/15                  |
| 2016                                            | Mark Selby               | Ding Junhui              | 18:14                    | 2015/16                  |
| 2017                                            | Mark Selby               | John Higgins             | 18:15                    | 2016/17                  |
| 2018                                            | Mark Williams            | John Higgins             | 18:16                    | 2017/18                  |
| 2019                                            | Judd Trump               | John Higgins             | 18:09                    | 2018/19                  |
| 2020                                            | Ronnie O’Sullivan        | Kyren Wilson             | 18:08                    | 2019/20                  |
| 2021                                            | Mark Selby               | Shaun Murphy             | 18:15                    | 2020/21                  |
| 2022                                            | Ronnie O’Sullivan        | Judd Trump               | 18:13                    | 2021/22                  |
| 2023                                            | Luca Brecel              | Mark Selby               | 18:15                    | 2022/23                  |
| 2024                                            | Kyren Wilson             | Jak Jones                | 18:14                    | 2023/24                  |
| 2025                                            | Zhao Xintong             | Mark Williams            | 18:12                    | 2024/25                  |

## Spielerwertung
Aktive Spieler sind fett markiert.
| Platz | Spieler           | Siege | Jahr(e)                                                  |
| ----- | ----------------- | ----- | -------------------------------------------------------- |
| 1.    | Joe Davis         | 15    | 1927–1940, 1946                                          |
| 2.    | Fred Davis        | 8     | 1948, 1949, 1951, 1952–1956 (World Matchplay)            |
| 2.    | John Pulman       | 8     | 1957 (World Matchplay), 1964 (2×), 1965 (3×), 1966, 1968 |
| 4.    | Stephen Hendry    | 7     | 1990, 1992–1996, 1999                                    |
| 4.    | Ronnie O’Sullivan | 7     | 2001, 2004, 2008, 2012, 2013, 2020, 2022                 |
| 6.    | Ray Reardon       | 6     | 1970, 1973–1976, 1978                                    |
| 6.    | Steve Davis       | 6     | 1981, 1983, 1984, 1987–1989                              |
| 8.    | John Higgins      | 4     | 1998, 2007, 2009, 2011                                   |
| 8.    | Mark Selby        | 4     | 2014, 2016, 2017, 2021                                   |
| 10.   | John Spencer      | 3     | 1969, 1971, 1977                                         |
| 10.   | Mark Williams     | 3     | 2000, 2003, 2018                                         |
| 12.   | Walter Donaldson  | 2     | 1947, 1950                                               |
| 12.   | Alex Higgins      | 2     | 1972, 1982                                               |
| 14.   | Horace Lindrum    | 1     | 1952                                                     |
| 14.   | Terry Griffiths   | 1     | 1979                                                     |
| 14.   | Cliff Thorburn    | 1     | 1980                                                     |
| 14.   | Dennis Taylor     | 1     | 1985                                                     |
| 14.   | Joe Johnson       | 1     | 1986                                                     |
| 14.   | John Parrott      | 1     | 1991                                                     |
| 14.   | Ken Doherty       | 1     | 1997                                                     |
| 14.   | Peter Ebdon       | 1     | 2002                                                     |
| 14.   | Shaun Murphy      | 1     | 2005                                                     |
| 14.   | Graeme Dott       | 1     | 2006                                                     |
| 14.   | Neil Robertson    | 1     | 2010                                                     |
| 14.   | Stuart Bingham    | 1     | 2015                                                     |
| 14.   | Judd Trump        | 1     | 2019                                                     |
| 14.   | Luca Brecel       | 1     | 2023                                                     |
| 14.   | Kyren Wilson      | 1     | 2024                                                     |
| 14.   | Zhao Xintong      | 1     | 2025                                                     |

## Nationenwertung
| Platz | Land                | Spieler | Weltmeisterschaften |
| ----- | ------------------- | ------- | ------------------- |
| 1.    | England             | 14      | 58                  |
| 2.    | Schottland          | 4       | 14                  |
| 3.    | Wales               | 3       | 10                  |
| 4.    | Nordirland          | 2       | 3                   |
| 5.    | Australien          | 2       | 2                   |
| 6.    | Belgien             | 1       | 1                   |
| 6.    | Volksrepublik China | 1       | 1                   |
| 6.    | Irland              | 1       | 1                   |
| 6.    | Kanada              | 1       | 1                   |